# Gouverneur suprême de l'Église d'Angleterre

Le titre de gouverneur suprême de l'Église d'Angleterre (Supreme Governor of the Church of England) est porté par les rois et reines du Royaume-Uni (actuellement Charles III), et marque l'autorité théorique qu'ils exercent sur l'Église d'Angleterre. C'est Henri VIII qui avait créé ce titre, en 1534, sous l'appellation de chef suprême de l'Église d'Angleterre.
Dans les faits, la prérogative principale du gouverneur suprême, à savoir nommer les membres les plus importants de la hiérarchie ecclésiale, est exercée par le Premier ministre du Royaume-Uni, conseillé par les dirigeants de l'Église. Le monarque ne fait que ratifier formellement la nomination.
Le titre est porté par les souverains britanniques depuis le règne d'Élisabeth Ire (1558-1603).
Le titre de chef de l'Église d'Angleterre et de la Communion anglicane est détenu, par ailleurs, par l'archevêque de Cantorbéry. 